# Wolf-Dietrich Wilcke
Wolf-Dietrich Wilcke, nemški častnik, vojaški pilot in letalski as, * 11. marec 1913, Poznanj, padel v boju 23. marca 1944, bližina Schöppenstedta.

## Življenjepis
Wolf-Dietrich Fürst Wilcke je v Wehrmacht vstopil leta 1934 in sprva služil v konjeniškem polku. Leta 1935 je vstopil v novo ustanovljeno Luftwaffe, kjer je začel v Perlebergu z usposabljanjem za vojaškega pilota. Po uspešnem zaključku je bil dodeljen k JG 132. V jeseni 1937 je postal inštruktor v Jagdfliegerschule Werneuchen, v začetku 1939 pa je bil s činom nadporočnika poslan v Španijo, kjer je vstopil v Legijo Kondor. 
Po pol leta se je vrnil v Nemčijo, kjer je bil dodeljen k Möldersovemu III./JG 53. 18. septembra 1939 je s činom stotnika prevzel poveljstvo nad to enoto, nato pa je dobil nalogo, da znotraj te enote ustanovi 7./JG 53. Svojo prvo zračno zmago je dosegel 7. novembra 1939, ko je nad dolino reke Sare sestrelil fancoskega dvomotornega lovca Potez 637. 18. maja 1940 je bil v boju prvič sestreljen, ko se je zapletel v spopad s francoskimi lovci Hawker 75. Iz letala je izskočil s padalom in bil po pristanku zajet. Po kapitulaciji Francije je bil izpuščen in se je vrnil v svojo enoto. Z njo je sodeloval v začetku bitke za Britanijo, nato pa je 13. avgusta 1940 postal Gruppenkommandeur III./JG 53. Na tem mestu je zamenjal prejšnjega poveljnika, stotnika Harra Harderja, ki je padel v boju. Dan pred tem pa je tudi sam skoraj umrl. 12. avgusta je namreč njegovemu lovcu Messerschmitt Bf 109 E-4 odpovedal motor, Wilcke pa je s padalom izskočil v morje. Na njegovo srečo ga je v jasni, svetli noči našla posadka reševalnega letala Dornier Do-18 in ga rešila. 
Do poletja 1941 je dosegel 13 zračnih zmag, takrat pa je s svojo enoto sodeloval pri začetku operacije Barbarossa. Na prvi dan invazije na Sovjetsko zvezo, 22. junija 1941, se je pri vračanju z naloge nad Litvo s svojimi tovariši zapletel v spopad s sovjetskimi lovci Polikarpov I-15bis. V tem spopadu je sestrelil tri letala, še isti dan pa še dva. 25. junija je pri vzletanju z letališča v Vilni, kjer je imela njegova enota bazo, s svojim Bf 109 F-2 (W. Nr. 8104) trčil v sosednje letalo. Obe letali sta strmoglavili in na tleh zagoreli. Iz gorečega letala se je Wilcke rešil z lažjimi poškodbami. 
6. avgusta 1941 je bil stotnik Wilcke za doseženih 25 zračnih zmag odlikovan z Viteškim križem, decembra 1941 pa je bila njegova enota premeščena na Sicilijo. Do takrat je Wilcke zbral že 32 zmag, III./JG 53 pa je dobila nove naloge nad Sredozemljem. V nalogah nad Malto je Wilcke sestrelil štiri britanske lovce Supermarine Spitfire. V začetku maja 1942 je bila III./JG 53 spet premeščena, tokrat v Severno Afriko. 
18. maja 1942 pa je bil Wilcke premeščen v JG 3, ki je deloval na vzhodni fornti. 12. avgusta je bil s činom majorja Wilcke imenovan za komodorja JG 3. Svojo stoto zmago je dosegel 6. septembra 1942, za kar je bil 9. septembra odlikovan s hrastovimi listi k viteškemu križu (122. prejemnik). Iz baze v Pitomniku je Wilckejeva enota sodelovala v bitki za Stalingrad. 
Med poletno ofenzivo leta 1942 je Geschwaderstab/JG 3 pod poveljstvom Fürsta Wilckeja dosegel 137 zmag, od katerih jih je Wilcke sam dosegel kar 97 (za zmage od 39-135). V tem času je ta enota izgubila samo enega pilota. Samo v septembru je Wilcke dosegel 32 zračnih zmag. 18. septembra je v enem dnevu sestrelil štiri sovražna letala (103–106), 24. septembra kar šest (zmage št. od 111. do 116.), še štiri pa 24. septembra (117.–120.). 
Po sovjetski obkolitvi Stalingrada je bil Geschwaderstab/JG 3 premeščen iz obroča v bazo Morozovskaya-Öst. Od tam je Wilcke s svojo enoto skrbel za zaščito transportnih letal, ki so oskrbovala obkoljeno nemško 6. armado. Pri tem je 17. decembra sestrelil pet sovražnih letal (147.–151.) in na ta dan kot četrti Nemec presegel število 150 sestreljenih sovražnikovih letal. 
23. decembra je bil ob doseženi 155. zmagi odlikovan z meči k viteškemu križu (23. prejemnik). Še isti dan je bil pred napredujočimi sovjetskimi silami prisiljen umakniti svoje lovce v bazo Morozovskaya-jug. 3. januarja 1943 pa se je morala enota spet umakniti, tokrat v bazo Tazinskaya, tam pa je enota ostala do konca bojev v stalingrajskem žepu. Med tem je enota dosegla še 25 zmag in sama izgubila dva pilota. Wilcke je od teh 25 zmag sam dosegel 21 zmag in svoj skupni seštevek dvignil na 156 sestreljenih sovražnih letal. Od marca 1943 je njegova enota delovala nad bojiščem v okolici Kubana, Wilcke pa se bojev ni več smel neposredno udeleževati, ker so mu to prepovedali z vrha Luftwaffe, kjer so se bali, da bi ga izgubili. 
Maja 1943 je bila JG 3 premeščena v Nemčijo, Geschwaderstab/JG 3 pa je dobil novo bazo v Mönchenglagbachu. Wilcke, ki je do takrat napredoval v čin polkovnika, se bojev še vedno ni smel neposredno udeleževati. Februarja 1944 je začel kljub prepovedi spet leteti in je v naslednjih nekaj tednih uspel sestreliti štiri ameriške strateške bombnike Boeing B-17 in enega lovca North American P-51 Mustang. 6. marca je bil njegov Messerschmitt Bf 109G-6 zadet v motor, zaradi česar je bil Wilcke prisiljen s poškodovanim letalom zasilno pristati v Neuruppinu. Letalo samo je bilo pri tem popolnoma uničeno, Wilcke pa jo je odnesel brez poškodb. 23. marca 1944 je polkovnik Wilcke vodil JG 3 v napad na ameriško bombniško formacijo nad Braunschweig. Med spopadom, ki je sledil, je Wilcke sestrelil enega od spremljevalnih ameriških lovcev, sam pa je bil sestreljen v bližini mesta Schöppenstedt. Umrl je v razbitinah svojega Bf 109 G-6 (serijska št. 160 613) z oznako Črna << + -. Zasluge za sestrelitev gredo najverjetneje ameriškima asoma, majorjema Donu Gentilu in Johnu Godfreyu iz 336. lovske eskadrilje 4. lovske skupine ameriške USAAF.
Fürst Wilcke je na 732 bojnih nalogah dosegel 162 zračnih zmag, od katerih jih je 137 dosegel nad vzhodnim bojiščem. Od 25 doseženih zmag nad zahodnim bojiščem so bili štirje težki štirimotorni bombniki.  

## Odlikovanja
- Železni križec 2. in 1. razreda
- Nemški križ v zlatu (3. november 1942)
- Viteški križ železnega križca (6. avgust 1941)
  - hrastovi listi k viteškemu križu (8. september 1942)
  - meči k viteškemu križu (23. december 1942)